# Leviathan (roman)
Leviathan är en roman skriven av den amerikanske författaren Paul Auster och utkom 1992. 